# ویلگتهایم
ویلگتهایم (به فرانسوی: Willgottheim) یک کمون در فرانسه است که در Canton of Truchtersheim واقع شده‌است.

## خصوصیات
ویلگتهایم ۹ کیلومترمربع مساحت و ۱٬۰۷۸ نفر جمعیت دارد.